# Dobsonia emersa
Dobsonia emersa — вид рукокрилих, родини Криланових. 

## Середовище проживання
Країни поширення: Індонезія — острови Нумфор, Біак-Супіорі й Ові. Зустрічається від рівня моря до 30 м над рівнем моря.

## Стиль життя
Цей житель печер присутній в первинних і вторинних лісах. 

## Загрози та охорона
Немає відомих основних загроз цьому виду, хоча він відомий тільки з менше ніж п'яти локацій. Він, можливо, під загрозою деградації довкілля і вирубки в результаті заготівлі лісу та розширення сільськогосподарського виробництва на Біаку. Існує деяке порушення місць спочинку й обмежене полювання на цей вид. Вважається, що він проживає в деяких охоронних територіях.